# Anathix aggressa
Anathix aggressa är en fjärilsart som beskrevs av Smith 1907. Anathix aggressa ingår i släktet Anathix och familjen nattflyn. Inga underarter finns listade i Catalogue of Life.